# Operació Vólkhov
Operació Vólkhov va ser el criptònim que va rebre una operació realitzada per la Guàrdia Civil espanyola el 28 d'octubre de 2020 en diverses localitats catalanes.
Va consistir en un seguit d'escorcolls i detencions, a petició del jutjat d'instrucció número 1 de Barcelona, a càrrec del magistrat Joaquín Aguirre. El desembre de 2024, l'Audiència de Barcelona va arxivar definitivament el cas Vólkhov.

## Investigació
El jutge va informar de 31 entrades i escorcolls en vuit partits judicials de Catalunya, a les províncies de Barcelona i Girona, i que les detencions formaven part d'una investigació iniciada la primavera de 2019, com a peça secreta d'una altra causa oberta el 2016 sobre un suposat delicte de corrupció a la Diputació de Barcelona: l'Operació Estela. Alguns mitjans de comunicació van destacar que part dels investigats tenien relació amb Tsunami Democràtic i que haurien aprofitat la relació amb partits polítics per obtenir subvencions i adjudicacions irregulars del govern Torra, i que part d'aquests diners s'haurien fet servir per finançar la Casa de la República, a Waterloo. D'altres mitjans van informar que la Guàrdia Civil vincularia Oriol Soler amb Julian Assange, Edward Snowden i el Kremlin, en una eventual «estratègia per intentar desestabilitzar Espanya».

### Detencions
La Guàrdia Civil va detenir 21 persones investigades pels delictes de malversació de fons públics, prevaricació i blanqueig de capitals, entre els quals hi havia David Madí, Oriol Soler, Xavier Vinyals i Josep Lluís Alay, que va quedar en llibertat amb càrrecs. El jutge va informar de 31 entrades i escorcolls en vuit partits judicials de Catalunya, a les províncies de Barcelona i Girona, i que les detencions formen part d'una investigació iniciada la primavera de 2019, com a peça secreta d'una altra causa oberta el 2016 sobre un suposat delicte de corrupció a la Diputació de Barcelona. Alguns mitjans de comunicació van destacar que part del investigats tenien relació amb Tsunami Democràtic i que haurien aprofitat la relació amb partits polítics per obtenir subvencions i adjudicacions irregulars del govern Torra, i que part d'aquests diners s'haurien fet servir per finançar la Casa de la República, a Waterloo. Tots els detinguts van quedar en llibertat, nou d'ells després d'estar retinguts dos dies per la guàrdia civil.
Alguns dels detinguts durant l'operació van ser:
- David Madí, empresari, exsecretari de Comunicació de Jordi Pujol i home de confiança d'Artur Mas, i directiu d'Aigües de Catalunya.[8] Va formar part d'estat major del Procés, que va coordinar l'1-O.[9]
- Oriol Soler, empresari català, president del Grup Som. Va ajudar en la comunicació durant la tardor del 2017. El novembre del mateix any es reuniria a l'ambaixada d'Equador de Londres amb Julian Assange.
- Xavier Vinyals, President de la Plataforma Pro Seleccions Catalanes. Va ser cònsol de Letònia a Barcelona.[9]
- Josep Lluís Alay, director de l'oficina del president Puigdemont des de 2018. Va ser detingut i deixat en llibertat per haver cobrat, presumptament, la seva participació com acadèmic al Fòrum Crans Montana l'estiu de 2017.[9] L'estiu de 2022 el jutge Aguirre arxivaria la causa.[10]
- Xavier Vendrell, secretari d'organització d'ERC entre 1996 i 2006, i també president del patronat de l'escola d'educació especial El Brot a Sant Joan Despí.[8] Va fer tasques de mediació entre Puigdemont i Junqueras.[9] Investigat per una presumpta gestió irregular en el procés de crear una escola concertada a l'edifici de Vil·la Bugatti, de la seva propietat.[9]
- Josep González i Cambray, director general de Centres Públics d'Educació de la Generalitat,[8] investigat en referència al cas de la Vil·la Bugatti.
- Pilar Contreras, directora general de centres concertats i privats, investigada en referència al cas de la Vila Bugatti.
- Marta Molina, exregidora d'ERC a Sant Joan Despí, gerent del Celleret de la Marta, una botiga en línia de vins i caves. Pròxima a Xavier Vendrell.
- Toni Fuster i Roc Aguilera, propietaris de l'empresa Events, d'Igualada, investigada per haver realitzat diversos actes institucionals encarregats pel Departament de Presidència, entre ells la Diada del 2019 o encarregats pel Consell de la República, com l'acte de Perpinyà del 29 de febrer de 2020.[9]
- Jordi Mir (Alcalde de Cabrera de Mar), Enric Mir i Ramon Vilà: Presumptament implicats en la requalificació de Vil·la Bugatti.
- Jordi Serra,[3] interventor delegat de l'Ajuntament de Cabrera de Mar, antic interventor delegat del departament de la Presidència amb Carles Puigdemont.[9]
- Josep Campmajó, empresari, activista i escriptor gironí. Va ser president de l'Associació de Comerciants del Mercat del Lleó.[11]

## Causa
El de maig de 2018 el jutge titular del jutjat número 1 de Barcelona, Joaquín Aguirre López, va coordinar l'Operació Estela, on 30 persones van ser detingudes per la Policia Nacional en relació amb una presumpta trama de corrupció vinculada a unes subvencions de la Diputació de Barcelona, atorgades a la Fundació Catmón i a la Fundació Igman i presidides per Víctor Terradellas. Un any després, el 12 de novembre del 2019, la Guàrdia Civil va realitzar més detencions a la secretaria general i el Consell Català de l'Esport de la Generalitat. La presidenta de la Diputació de Barcelona, Núria Marín, va dir que es presentarien com a causa particular per mirar d'aclarir què havia passat.
El jutge va obrir llavors una nova peça secreta basant-se en uns àudios que havia trobat al mòbil de Terradellas, i el dimecres 28 d'octubre de 2020 el jutge Aguirre va organitzar una nova operació, Volhov, en què va dur a terme 31 escorcolls i 21 detencions, obrint diverses branques d'investigació:
- Criptomonedes i soldats russos: Segons la Guàrdia Civil, Terradellas va tenir una conversa telefònica amb David Madí, en què informava que una plataforma de criptomonedes russa podria ajudar a donar estabilitat financera a la Generalitat, aportant entre 100 i 300 milions. L'informe assegura que els russos s'haurien ofert el 24 d'octubre del 2017 a Puigdemont per «comptar amb 10.000 soldats i pagar tot el deute català». La intenció del grup seria fer una nova Suïssa a Catalunya i provocar probablement un conflicte armat amb l'estat.[12] L'Audiència de Barcelona va fer arxivar la causa en 2024.[13]
- Kremlin, Snowden i Assange: Segons la benemèrita, Oriol Soler hauria demanat ajuda a Julian Assange per crear una estratègia de desinformació i desestabilització vinculada al Kremlin, promovent ingerències russes en territori de la UE.
- Requalificació de Villa Bugatti. Xavier Vendrell, ex-conseller d'Esquerra Republicana de Catalunya (ERC) i Jordi Mir, ex-batlle de Cabrera de Mar van ser investigats pels delictes de prevaricació i tràfic d’influències per una requalificació urbanística que afavoria una escola d’educació especial que s’havia de traslladar des de Sant Joan Despí, però la causa fou arxivada en 2024 per l'Audiència de Barcelona.[14]
- Subvencions a dit
- Fòrum Crans Montana
- Organització d'esdeveniments

## Canvi de jutge instructor
El 2 de juliol de 2024 la sala de govern del Tribunal Superior de Justícia de Catalunya va aprovar la jubilació de Joaquín Aguirre López  i la gestió dels seus casos va recaure en la jutgessa Alejandra Gil, titular del Jutjat d'Instrucció número 13 de Barcelona, mentre l'òrgan de govern dels jutges prenia la decisió de nomenar el seu substitut definitiu al capdavant del Jutjat d'Instrucció número 1 de Barcelona.

## Reaccions
El mateix dia 28 a les 13 hores es va organitzar una convocatòria de concentració a la Plaça de Sant Jaume de Barcelona, en protesta contra les detencions. Va comptar amb la presència de diverses personalitats, com Elisenda Paluzie, Marcel Mauri o Quim Torra, entre d'altres. L'actor Pep Planas va llegir el manifest conjunt de denúncia.
El nom triat per l'operació generà polèmica, ja que es referia a la primera batalla de Vólkhov, contesa militar victoriosa de l'exèrcit nazi i la Divisió Blava al riu Vólkhov l'any 1941, durant el Setge de Leningrad en la qual membres de la Guàrdia Civil hi participaren, i de la qual l'octubre de 2020 se celebrava el 79è aniversari. Hores després, però, fonts no oficials de la Guàrdia Civil sostingueren que el nom triat es referia a Voloh, el déu eslau de la terra, les aigües, els boscos i la fertilitat, entre altres atributs recordant que l'operació del setembre de 2017 contra l'organització del referèndum de l'1 d'octubre rebé el nom d'Anubis, déu egipci relacionat amb la mort.
Els eurodiputats de Junts per Catalunya, Carles Puigdemont, Antoni Comín i Clara Ponsatí, i els d'Esquerra Republicana, Jordi Solé i Diana Riba, denuncien "la ràtzia de la guàrdia civil contra l'independentisme" i envien tres preguntes a la Comissió Europea sobre si posar el nom de Volkhov constitueix apologia del nazisme, si el SEAE té algun indici sobre aquesta suposada ajuda militar russa i si consideren que els «informes policials i judicials elaborats basats en aquestes suposicions tan insostenibles són un signe del bon funcionament de l'estat de dret».
L'endemà de l'operació, el partit polític unionista Ciutadans ha reaccionat a l'operació policial en un tuit en que diu: «Coneixes la nova trama corrupta del separatisme? Desviaven fons per a mantenir a Puigdemont i obtenir rèdits polítics i econòmics de la pandèmia». El diputat de Junts per Catalunya Aleix Sarri ha assegurat que el tuit «incomplia la directiva 2016/343 que protegeix la pressumpció d'innocència».
El president del grup de Catalunya en Comú-Podem al Congrès dels Diputats Jaume Asens ha manifestat la seva preocupació sobre l'existència d'un “braç policial” en mans de la dreta que actua contra el Govern (espanyol) i ha qüestionat la “oportunitat” d'emprendre una operació amb diversos detinguts independentistes.

### Rússia
En el mateix dia a les 8 de la tarda, l'ambaixada russa a Espanya va respondre en un tuit, que es va fer viral, amb un clar to irònic respecte la informació que apareixia als mitjans de comunicació que assegurava que Rússia hauria ofert de pagar a Puigdemont el deute català i enviar deu mil soldats a Catalunya. El dia següent, en una roda de premsa de la portaveu del Ministeri d'Afers Exteriors rus Maria Zakhàrova va qualificar aquesta informació d'«absurda» i va afirmar que «aquestes declaracions es basen exclusivament en les manifestacions de representants de les forces separatistes, (...) disposades a fer tot tipus de declaracions, fins i tot les més increïbles i absurdes, amb l'objectiu d'internacionalitzar per qualsevol mitjà el procés». També carrega contra «certs mitjans de comunicació» per difondre informació falsa i els qualifica de «premsa groga». Va acabar la roda de premsa afirmant que «a l'única cosa que poden conduir aquestes accions és perjudicar les relacions russo-espanyoles».